# Bradipolibri Editore
Bradipolibri è una casa editrice italiana 
fondata a Torino nel 1999. Qualificata come medio editore, Bradipolibri è specializzata in letteratura sportiva.

## Storia
Bradipolibri nasce a Torino il 18 ottobre 1999, nel quartiere Borgo San Paolo, per poi trasferisci a Ivrea nel maggio 2012. Ha scelto il bradipo come marchio, simbolo di lentezza, prendendo spunto dal titolo (Il bradipo corre grazie al doping) di un vecchio quotidiano. L'idea della casa editrice, infatti, era quella di distinguersi in maniera simpatica attraverso l'uso dell'ossimoro, perché lo sport fa appunto correre anche un bradipo.
Dal 2001 al 2016 sviluppa l'attività editoriale in varie collane che spaziano dalla saggistica alla narrativa, anche riguardante altri argomenti non sportivi. Dal 1º gennaio 2017 la casa editrice sceglie di non continuare a pubblicare titoli di varia, concentrando l'intera produzione su titoli di letteratura sportiva.
Bradipolibri Editore è stata riconosciuta dall'ISTAT come un medio editore, in quanto produce fra 11 e 50 opere l'anno, molte delle quali riscontrano successo nazionale.

## Il successo
Bradipolibri pubblica nel 2002 la traduzione italiana di Massacro alla catena di Willy Voet, best seller in Francia, Inghilterra, Belgio e Germania.
Un altro dei volumi nazionali più noti e di successo della casa editrice è stato Il terzo incomodo di Ferruccio Mazzola, pubblicato nel 2004, in cui il calciatore racconta alcuni aspetti della vita del suo celebre papà, Valentino Mazzola, attaccante del Grande Torino (tragicamente scomparso nella tragedia di Superga), ed altre vicende legate ad Helenio Herrera. Palla avvelenata, morti misteriose nel calcio italiano (2002), Appena sotto il cielo, la più straordinaria delle storie di Marco Pantani (2006), Lost souls, storie di basket di strada (2010), Polvere di magnesio, storie di ginnastica artistica (2011), Millwall vs West Ham, derby della working class inglese (2014) e FVCG (2015) sono altri titoli di successo pubblicati dal marchio torinese - eporediese.

## Principali collane
- Arcadinoé - è la prima nata ed è la collana che raccoglie titoli di opere di letteratura sportiva, narrativa, statistica, manualistica, biografie
- Bradipando, ovvero l'arte di leggere oziando - manualistica e saggistica sportiva. È stata creata nel 2001
- Bradipanti  - aperta nel 2003, si occupa della pubblicazione di libri per ragazzi
- Bradipancia - nata nel 2004: letteratura noir, comica, gialla, fantascienza
- Le inchieste del Bradipo - nata nel 2005: storie inconsuete
- Bandiera a mezz'asta - nata nel 2005: (vicende di re e regine, principi, maghi, ecc.)
- Diritti in gioco- nata nel 2005:  - titoli sportivi con riferimenti giuridici
- Libere perle - nata nel 2006:  raccoglie i cosiddetti "fuori collana"
- Saggistica sportiva - nata nel 2001

## Altre attività editoriali

### Rivista
Nel 2013 fonda la rivista sullo sport femminile Massima Women in Sport. Il mensile MWS pubblica 5 numeri (settembre 2013/gennaio 2014) riscontrando buon successo di pubblico e di critica avvalendosi del saluto del presidente del CONI Giovanni Malagò. Nel 2014 tutte le Collane non pertinenti alla letteratura sportiva vengono cedute a favore della primogenita e prolifica "arcadinoè".

### Premio di poesia sportiva
Nel 2003 la casa editrice ha organizzato la prima edizione del Premio di poesia sportiva In punta di penna teso a coniugare poesia e sport. Intendimento del premio è quello di raccogliere annualmente le poesie maggiormente meritevoli che si occupano di sport. Le opere vengono pubblicate nell'antologia illustrata Sportiamoci in versi. Il concorso inoltre è stato presentato alla prestigiosa Fiera Internazionale del Libro di Torino, dove la casa editrice è stata presente in tutte le edizioni a partire dal 2002.